# Emmanuel Petit
Emmanuel Petit (ur. 22 września 1970 w Dieppe) – francuski piłkarz, grający na pozycji pomocnika, wraz z reprezentacją Francji zdobył Mistrzostwo Świata 1998 oraz Mistrzostwo Europy 2000, w 2005 roku zakończył piłkarską karierę.
Swoją karierę klubową Emmanuel Petit rozpoczynał w małym amatorskim klubie Es Argues, by potem w roku 1988 przenieść się do klubu AS Monaco. Tam występował w Ligue 1 oraz w Pucharze Francji, który drużyna AS Monaco zdobyła w 1991 roku, zaś w 1989 przegrała dopiero w finale. W 1992 roku AS Monaco grało w finale Pucharu Zdobywców Pucharów, zaś w 1997 Petit zdobył z klubem mistrzostwo Francji, co zaowocowało transferem do czołowego klubu angielskiej Premier League Arsenalu. W klubie z Highbury Petit grał do 2000 roku. W tym czasie strzelił 9 bramek w lidze, zdobył mistrzostwo Anglii w 1998 roku oraz dwa razy wicemistrzostwo. W 1998 roku zdobył z klubem Puchar Anglii, w 2000 roku przegrał finał Pucharu UEFA z Galatasaray SK. Po tym finale Petit przeniósł się do hiszpańskiej Primera División, gdzie grał krótko w drużynie FC Barcelona. Tam jednak nie odnalazł się i w 2001 powrócił do Anglii, do odwiecznego rywala Arsenalu, Chelsea. W barwach The Blues zakończył karierę po operacji kolana w styczniu 2005 roku. Wcześniej zdążył wystąpić w finale Pucharu Anglii w 2002 roku oraz półfinale Ligi Mistrzów w 2004.
W reprezentacji Francji Petit zagrał 63 razy i zdobył 6 bramek. Był kluczowym zawodnikiem drużyn, które zdobywały najwyższe trofea pod koniec XX wieku. Wystąpił na Mistrzostwach Świata 1998, a w finałowym meczu z Brazylią, wygranym 3:0 zdobył ostatnią bramkę. W 2000 roku Petit stanowił również ważne ogniwo zespołu, który wywalczył tytuł na kontynencie. Emmanuel Petit brał udział także w Mistrzostwach Świata 2002, które okazały się wielkim rozczarowaniem dla reprezentacji Francji.

## Wybrane publikacje
- Emmanuel Petit, Gilles Del Pappas: Dernier Tacle. Paryż: Seuil, 2019, s. 256. ISBN 978-2-02-141126-3.